# Miesięcznik Ubezpieczeniowy
Miesięcznik Ubezpieczeniowy – miesięcznik o tematyce ubezpieczeń gospodarczych, wydawany od 2004. Pismo rozpowszechniane jest również drogą elektroniczną. W każdym numerze pojawiają się stałe działy (m.in. prawo, zarządzanie, techniki), szczegółowe omówienie dwóch wybranych tematów, porównanie ogólnych warunków ubezpieczeń dla jednego z ryzyk oraz szczegółowy opis jednego z ubezpieczycieli.
Celem pisma jest dostarczanie wiedzy na temat ubezpieczeń gospodarczych praktykom polskiego rynku ubezpieczeniowego, tj. pracowników zakładów ubezpieczeń, agentów i brokerów ubezpieczeniowych, pracowników średnich i dużych przedsiębiorstw zajmujących się ich ubezpieczeniami oraz firm z otoczenia rynku ubezpieczeniowego (np. assistance, ekspertów w zakresie likwidacji szkód, kancelarii prawnych, doradców ubezpieczeniowych w zakresie dochodzenia odszkodowań).